# Aldrichimica Acta
Aldrichimica Acta è una rivista scientifica prodotta da Sigma-Aldrich. La rivista è nata nel 1968 a Milwaukee (US-WI), Aldrichimica Acta si occupa di articoli nel campo della chimica organica, con ogni numero incentrato su un argomento specifico. La rivista è ad accesso aperto. Nel 2015, l'Acta è stata classificata al primo posto come impact factor tra le riviste nel campo della chimica organica.

## Storia
Nel 1968, Aldrich Chemical Company produsse l'edizione Volume 1, Numero 1 della rivista. L'Acta ha sostituito Klarindex Sheets come rivista scientifica intesa specificamente per tenere informati i chimici, oltre ad essere da complemento al catalogo annuale di fama mondiale dell'azienda, Aldrich Handbook of Fine Chemicals. Alfred Bader ha creato Aldrich e la rivista dando risalto all'affidabilità
dell'azienda, ma anche alla sua parte artistica. Nonostante le fusioni con le società Sigma Chemical Company di St. Louis nel 1975 e Merck KGaA nel 2015, la rivista ha mantenuto il suo nome.

## Opere d'arte
Alfred Bader non solo credeva che la scienza e l'arte fossero miscibili, ma vedeva l'arte come una componente essenziale della rivista Come collezionista di belle arti, ha usato pezzi della sua collezione personale per le copertine della rivista. Ogni edizione di Aldrichimica Acta contiene un pezzo unico di arte in copertina, oltre a una descrizione all'interno per fornire al lettore maggiori informazioni.